# Lord Jamar
Lord Jamar, de son vrai nom Lorenzo Dechalus, (17 septembre 1968 à Nouvelle-Rochelle, État de New York) est un rappeur et acteur américain, membre du groupe de hip-hop Brand Nubian, formé en 1989,.
En tant qu'acteur, il est surtout connu pour son rôle de Supreme Allah dans la série télévisée Oz. Il a également participé à un épisode des séries New York, unité spéciale, New York 911 et Les Soprano,,. Il a également joué dans un épisode de la série Elementary. 

## Biographie
Jamar publie son premier album solo, The 5% Album, un album dédié à la Nation of Gods and Earths, le 27 juin 2006. L'album se classe 94e des Billboard RnB Albums
Tout comme son personnage dans la série Oz, Jamar est membre de la Nation of Gods and Earths, une branche dissidente radicale de Nation of Islam.  
Lord Jamar fait la polémique le 4 février 2013, après la publication d'une chanson intitulée Lift Up Your Skirt considérée par la presse spécialisée comme homophobe,. Pour sa défense il tweete « J'ai déjà assisté au mariage d'un ami gay alors je crois pas que je sois homophobe. »

## Discographie
- 2006 : The 5% Album